# Berliet PA
Mit Berliet PA wurde das motorisierte Fahrgestell für einen  französischen Omnibus aus der Zeit 1929/30 bezeichnet.

## PA6
Die allgemeine Betriebserlaubnis für die erste Variante, Berliet PA6 wurde im Oktober 1929 erteilt. Ursprünglich lief das Fahrzeug im Hause Berliet unter dem Arbeitstitel „Berliet CBOP6“, der aber ab Beginn des Serienbaues nicht mehr verwendet wurde. Es war der erste Omnibustyp, der statt mit dem Buchstaben V (für einen kleinen) oder G (für einen großen) Omnibus mit dem Anfangsbuchstaben P (für „personnes“) bezeichnet wurde; A stand für den ersten Typ mit dieser  Bezeichnung, und 6 bezog sich auf den Hubraum, der etwa 6 Liter umfasste.
Der wassergekühlte Sechszylindermotor des PC6 hatte eine Bohrung von 95 und einen Hub von 140 mm, also einen Hubraum von 5954 cm³ und gab seine nicht genannte Höchstleistung bei 2500/min ab. Steuerlich war das Fahrzeug mit 23 Steuer-PS eingestuft. Das Getriebe hatte vier Vorwärtsgänge, dazu einen Rückwärtsgang. Das Gewicht des Chassis betrug 3950 kg, das höchstzulässige Gesamtgewicht 8900 kg. Das Fahrzeug hatte Vierradbremsen. Die Vorderräder waren einfach, die Hinterräder doppelt bereift. Der Antrieb auf die Hinterachse erfolgte über eine Kardanwelle.

## PA8
Die allgemeine Betriebserlaubnis für die zweite Variante, Berliet PA8, wurde im April 1930 erteilt. Sie unterschied sich vor allem durch den größeren Motor vom Berliet PA6. Die Ziffer 8 bezog sich auf den Hubraum, der etwa 8 Liter umfasste, im Übrigen glich das Auto dem Berliet PA6.
Der wassergekühlte Sechszylindermotor des PC8 hatte eine Bohrung von 110 und einen Hub von 140 mm, also einen Hubraum von 7983 cm³ und gab seine nicht genannte Höchstleistung bei 2100/min ab. Steuerlich war das Fahrzeug mit 30 Steuer-PS eingestuft. Die Höchstgeschwindigkeit wird mit 63 km/h angegeben. Das Fahrzeug hatte außer dem Sitz für den links sitzenden Fahrer 16 Sitzplätze für Passagiere, die Art der Bestuhlung deutet darauf hin, dass es vor allem als Reisebus verwendet wurde. Die Radstand wird mit 5,435 m angegeben, die Spur vorne mit 1,918 m, hinten  mit 1,81 m.
Der Berliet PA konnte statt eines Omnibus- auch einen LKW-Aufbau erhalten. Unterlagen, inwieweit dies erfolgte, gibt es nicht. Für beide Fahrzeugvarianten zusammen wurden die Chassisnummern 61701–61800 reserviert. Sollten diese alle und keine weiteren an Fahrgestelle vergeben worden sein, so sind von beiden Typen zusammen 100 Fahrzeuge gebaut worden.